# Optični reflektometer v časovnem prostoru
Óptični reflektométer v časóvnem prostóru (angleško optical time-domain reflectometer - OTDR) je optoelektronski merilni inštrument, ki se uporablja za karakterizacijo optičnega vlakna v optičnih komunikacijah. 
V grobem je sestavljen iz polprevodniškega laserskega oddajnika svetlobnih impulzov in polprevodniške detektorske fotodiode.